# 八幡神社 (松戸市高塚新田)
八幡神社（はちまんじんじゃ）は千葉県松戸市の神社。

## 概略と沿革
創建年代は不明であるが、1675年（延宝3年）以前といわれている。かつては「笠森八幡」とも呼ばれていた。
現在の社殿は1936年（昭和11年）に改築されたものである。

## 交通アクセス
- 京成バス千葉ウエスト梨香台団地バス停留所で下車、徒歩3分。